# Jerzy Niewodniczański
Jerzy Wiktor Niewodniczański (ur. 20 stycznia 1936 w Wilnie) – fizyk i geofizyk. Pracownik i profesor Instytutu Fizyki i Techniki Jądrowej AGH. Dziekan Wydziału Fizyki i Techniki Jądrowej AGH (1990–1993), prorektor AGH (1985–1987), prezes Państwowej Agencji Atomistyki (1992–2009).

## Życiorys
Do IV klasy (1944/1945) uczęszczał do szkoły litewskiej. W 1945 wyjechał do Łodzi, a następnie Puław, gdzie uczęszczał do szkoły we Włostowicach. Po roku jego rodzina przeniosła się do Krakowa, gdzie w 1952 zdał maturę w Gimnazjum im. Augusta Witkowskiego w Krakowie. Podjął studia geofizyczne na Wydziale Geologiczno-Poszukiwawczym Akademii Górniczo-Hutniczej w Krakowie. W grudniu 1956, w czasie studiów, rozpoczął pracę jako zastępca asystenta w Katerze Fizyki II AGH. Pod kierunkiem Leopolda Jurkiewicza napisał pracę magisterską na temat profilowania jądrowego kierunkowych otworów wiertniczych w kopalni soli w Kłodawie (1957). Po 1959 brał udział w opracowywaniu metod i przyrządów do oznaczania własności fizycznych (wilgotności i ciężaru objętościowego) gruntów niespoistych z wykorzystaniem oddziaływania promieniowania gamma i neutronów z materią. Efektem było zaprojektowanie, opatentowanie, wyprodukowanie przez zakłady przemysłowe i wdrożenie w praktyce serii zestawów sond izotopowych. Później badał zastosowanie metod jądrowych w odkrytych w tym czasie złożach rud miedzi w monoklinie przedsudeckiej. Przedmiotem jego pracy doktorskiej z fizyki technicznej obronionej w 1965 na Wydziale Elektrycznym AGH było zastosowanie metod jądrowych – neutronowej i fotonowej analizy aktywacyjnej oraz radioizotopowej rentgenowskiej analizy fluorescencyjnej dla oceny zawartości metali w rudzie, również w warunkach kopalnianych na ociosie wyrobiska. Spędził 10 miesięcy na stażu w National Institute of Standards and Technology. Od końca lat 60. zajmował się także zagadnieniami narażenia na promieniowanie jonizujące, zarówno organizacyjnie (był m.in. Inspektorem Ochrony Radiologicznej Instytutu), jak i dydaktycznie oraz naukowo. W latach 60. i 70. był sekretarzem naukowym Instytutu Techniki Jądrowej oraz kierownikiem Zakładu Geofizyki Jądrowej ITJ. Działał w Związku Nauczycielstwa Polskiego, będąc między innymi przewodniczącym krakowskiej Sekcji Nauki ZNP. W 1970 habilitował się na Wydziale Geologiczno-Poszukiwaczym AGH na podstawie dzieła „Analiza Radiometryczna Rud Niepromieniotwórczych”. Od połowy lat 70. zaczął się również zajmować składem izotopowym (izotopy stabilne wodoru i tlenu oraz tryt) śniegu i lodu lodowcowego w górach wysokich. Wykładał na Uniwersytecie w Dżos w Nigerii. Od 1985 do 1988 prorektor ds. kształcenia AGH. W 1986 otrzymał tytuł naukowy profesora. Od 1988 dyrektor zreorganizowanego Instytutu Fizyki i Techniki Jądrowej, a po jego dalszym przekształceniu – dziekan Wydziału Fizyki i Techniki Jądrowej AGH. Był ekspertem Międzynarodowej Agencji Energii Atomowej (MAEA) w Tanzanii, Jordanii i Rumunii. Od 21 sierpnia 1992 do 20 lutego 2009 pełnił funkcję prezesa Państwowej Agencji Atomistyki. W ramach stanowiska reprezentował Polskę wobec MAEA i jądrowych instytucji naukowych (CERN w Genewie, ZIBJ w Dubnej), a do 2002 nadzorował także instytucje naukowe atomistyki w Polsce. Do lutego 2006 był jednocześnie nadal profesorem AGH. W październiku 2009 powrócił na stanowisko profesora na Wydziale Energetyki i Paliw AGH.
Odznaczony Krzyżem Oficerskim Orderu Odrodzenia Polski (1995), Złotym Krzyżem Zasługi, Medalem Komisji Edukacji Narodowej. Profesor honorowy AGH (2009). Wyróżniony nagrodą im. prof. Antoniego Hoborskiego – Diamentową Kulą – w zakresie fizyki (2016).
Syn Henryka oraz Ireny z Prawocheńskich, pracowników Uniwersytetu Stefana Batorego. Brat Tomasza i Justyny. Mąż Zofii, geolożki, ojciec Katarzyny, geolożki i Anny, informatyczki, obie ukończyły AGH. Z zamiłowania podróżnik i przewodnik górski. Organizował wyprawy w Hindukusz afgański, Andy, Himalaje.